# 신약 외경
신약 외경(New Testament apocrypha, 단수 apocryphon) 또는 신약의 외전은 하나님의 본성인 예수를 설명하는, 또는 그의 교리나 그의 사도들이나 그들의 삶을 설명하는 초기 기독교인들이 쓴 수많은 글들이다.
외전(아포크리파)이라고 하는 것은 정전(正典)에 대한 말로서 일반적으로 정전에 가까운 내용을 가지고 있으며 교회생활에도 유익한 것으로 인정된 정전 이외의 문서를 가리킨다. 그러나 신약외전의 경우에 있어서는 정전 이외의 초기 기독교 문서의 대부분을 총칭하는 말로 쓰여지는 수도 있으며, 구약외전과 같이 정리되어 있지 않고 그 수치도 매우 일정치 않다.
이것들을 대별하여 보면 정전과 마찬가지로 (1)복음서류, (2)사도들의 사적류, (3)편지류, (4)묵시문학류 등으로 일단 분류할 수 있다. 특히 예수의 전기와 같은 것 중에는 예수의 유년시대 이야기와 예수의 저승 체험기 등 성서에서는 찾아볼 수 없는 가공적인 이야기들이 많이 있다. 대체로 이들 외전은 정전과 비교하여 종교적으로나 문학적으로나 가치면으로나 떨어지는 것이 많지만 초기의 교회를 아는 데 있어 직접 간접으로 귀중한 자료이다.

## 목록
- 복음서 목록#외경과 위경

## 같이 보기
- 속사도
- 성경 외경
- 성경 정경
- 성경 목록
- 기독교의 역사
- 예수의 역사적 실존
- 복음서 목록
- 나그함마디 문서
- 본문 비평